# سیتروئن تیپ سی ۵اچ‌پی
سیتروئن تیپ سی (به انگلیسی: Citroën Type C) خودرویی است که در سال‌های ۱۹۲۲ تا ۱۹۲۶ تولید شده‌است.
طراحی آن موتور جلو-محور عقب بوده و طول آن در حالت طبیعی ۳٫۲۰ متر (۱۲۶٫۰ اینچ)، عرض آن در حالت طبیعی ۱٫۴۰ متر (۵۵٫۱ اینچ) و وزن آن در حالت طبیعی ۵۴۳ کیلوگرم (۱٬۱۹۷ پوند) است. سیستم جعبه‌دندهٔ آن ۳ دنده به صورت دستی است.